# Briançon
Briançon (rimski Brigantium) je mesto in občina v jugovzhodni francoski regiji Provansa-Alpe-Azurna obala, podprefektura departmaja Hautes-Alpes. Leta 2006 je mesto imelo 11.542 prebivalcev.

## Geografija
Briançon leži v pokrajini Daufineji na planoti nad reko Durance in njenim pritokom Guisane, v vznožju Kotijskih Alp. Severozahodno od mesta pod Col du Lautaretom se nahaja znano zimskošportno središče Serre Chevalier.

## Administracija
Briançon je sedež dveh kantonov:
- Kanton Briançon-Jug (del občine Briançon, občine Cervières, Puy-Saint-André, Puy-Saint-Pierre, Villar-Saint-Pancrace: 9.671 prebivalcev),
- Kanton Briançon-Sever (del občine Briançon, občine Montgenèvre, Névache, Val-des-Prés: 4.638 prebivalcev).

Mesto je prav tako sedež okrožja, v katerega so poleg njegovih dveh vključeni še kantoni Aiguilles, L'Argentière-la-Bessée, La Grave, Guillestre in Le Monêtier-les-Bains z 32.124 prebivalci.

## Zgodovina
V rimskem obdobju je bil kraj poznan kot Brigantium, pred tem del kraljestva ligurskega kralja Kotija.
Okoli 1040 je prišel v roke Albonskih grofov, kasnejših dauphinov Viennskih. Ozemlje Briançona je poleg doline reke Durance zajemalo tudi območje dolin rek Dora Ripario in Chisone na vzhodni strani alpske verige. V 17. stoletju je bilo središče kraja pod Vaubanom močno utrjeno, prav tako tudi njegova okolica. V letu 1697 je ob koncu devetletne vojne med Francijo in Augsburško ligo pripadel Savoji, v letu 1713 pa bil s sporazumom v Utrechtu vrnjen Franciji; vse doline na vzhodni strani Alp so pri tem ostale v Savoji. Leta 1815 se je med Napoleonskimi vojnami Briançon uspešno zoperstavljal trimesečnemu obleganju Zaveznikov, ob drugem pariškem sporazumu, po bitki pri Waterlooju pa je moral podpisati kapitulacijo.

## Zanimivosti
Deli Briançona - Fort des Salettes, Fort des Têtes, Fort du Randouillet, Communication Y in Pont d'Asfeld - so bili v sklopu Vaubanovih fortifikacij 7. julija 2008 uvrščeni na UNESCOv seznam svetovne kulturne dediščine.
Briançon je uvrščen tudi na seznam francoskih umetnostno-zgodovinskih mest.
- župnijska cerkev Notre-Dame-et-Saint-Nicolas, nekdanji notredamski kolegial, zgrajena v letih 1705-1718, francoski zgodovinski spomenik od leta 1931.

## Pobratena mesta
- Rosenheim (Bavarska, Nemčija),
- Susa (Piemont, Italija).